# گذرگاه‌ها و میدان‌های تهران
این نوشتار به نام‌های خیابان‌ها، بزرگراه‌ها و میدان‌های شهر تهران می‌پردازد. برای فهرستی از نام گذرگاه‌های تهران نگاه کنید به فهرست گذرگاه‌ها و میدان‌های تهران.

## گذرگاه‌های اصلی
- اتوبان تهران - کرج
- بزرگراه رسالت
- بزرگراه شهید همت
- بزرگراه یادگار امام
- خیابان لاله‌زار
- خیابان مجاهدین اسلام
- خیابان ولیعصر
- خیابان انقلاب
- خیابان آزادی
- میدان حسن‌آباد
- میدان فردوسی

## نامگذاری
نام خیابان‌ها، بزرگراه‌ها، میدان‌ها و پارک‌های تهران:
بیشتر تغییر نام‌ها پس از انقلاب رخ داد، به گونه‌ای که شورای نامگذاری شهرداری تهران از اردیبهشت ۵۸ تا آبان ۵۹ نام ۵۰۰ گذرگاه و خیابان تهران را تغییر داد و تنها نام خیابان‌هایی چون دماوند، بهارستان، راه‌آهن و کریمخان زند به نام پیشین باقی ماند.
نام پیشین این خیابان‌ها نخست آمده‌است و نام جدید آنها در میان دوکمان:

### خیابان‌ها
- آپادانا (خرمشهر)[۱]
- آتاتورک (آیت‌الله کاشانی)[۱]
- آریامهر (فاطمی)[۱]
- آناتول فرانس (قدس)
- آجودانیه (سباری)
- آریانا (مالک اشتر)
- آیزنهاور (آزادی)[۱]
- احتشامیه (راستوان)
- اختیاریه (دیباجی)
- استالین (میرزا کوچک خان)[۱]
- استوار لشکری (جیحون)
- اسدی (واعظی)
- اشرف پهلوی (دستغیب)
- اقدسیه (موحد دانش)
- امیرآباد (کارگر شمالی)
- اوستا (استاد قریب)
- ایرانمهر (محمدمنتظری)
- بخارست (احمد قصیر)
- بزرگراه ۱۰۰ (یادگار امام)
- بزرگراه انوشیروان دادگر (بعثت)[۲]
- بزرگراه ایوبی (شیخ فضل‌الله نوری)
- بزرگراه پارک وی (دکتر چمران)
- بزرگراه داریوش (شهید سلیمانی)[۱]
- بزرگراه دوگل (صدر)[۳]
- بزرگراه شاهنشاهی (مدرس)[۱]
- بزرگراه شمال عباس‌آباد (همت)
- بزرگراه شهیاد (آیت‌الله سعیدی)
- بزرگراه فرحزاد (جلال آل احمد)
- بزرگراه مدائن (بابایی)
- بزرگراه نیاوران (صیاد شیرازی)
- بلوار الیزابت (بلوار کشاورز)[۱]
- بهرامی (سبلان جنوبی)
- بوذرجمهری (۱۵ خرداد)[۱]
- پارک (خالد اسلامبولی)[۱]
- پیراسته (مقدس اردبیلی)
- پهلوی (مصدق) (ولیعصر)[۱]
- تاج (ستارخان)[۱]
- تخت جمشید (آیت‌الله طالقانی)[۱]
- تخت طاووس (استاد شهید مطهری)[۱]
- تکش (هویزه)
- تهران نو (دماوند)
- ثریا (سمیه)[۱]
- جردن (آفریقا) (نلسون ماندلا)[۱]
- جهان کودک (حجت‌الاسلام حقانی)
- چراغ برق (امیرکبیر)
- چرچیل (نوفل لوشاتو)[۱]
- حشمت‌الدوله (آذربایجان)
- حکمت (برادران سلیمانی)
- خراسان (خاوران)
- خواجه نظام‌الملک (شهید اجاره‌دار)
- دکتراقبال (اقبال لاهوری)[۱]
- دولت (کلاهدوز)
- رضاشاه (شورا)
- روزولت (دکتر مفتح)[۱]
- رزم آرا (فداییان اسلام)
- زعفرانیه (سرلشکر فلاحی)
- زاهدی (سپهبد قرنی)
- ژاله (مجاهدین اسلام)
- سازمان آب -ایران نوین (دکتر فاطمی)
- سپه (امام خمینی)[۱]
- سلطنت‌آباد (پاسداران)[۱]
- سلیم (شهید کشواد)
- سیروس (مصطفی خمینی)[۱]
- سی‌متری (کارگر)
- سی‌متری جی (سرلشکر بختیاری)
- شاپور (وحدت اسلامی)[۱]
- شاه (جمهوری)[۱]
- شاه عباس (قائم مقام فراهانی)
- شاهرخ (کمیل)
- شاهرضا (انقلاب)[۱]
- شاه عباس (قائم مقام)[۱]
- شهباز (۱۷ شهریور)[۱]
- شهرآرا (شهید آرش مهر)
- شهناز (۱۷ شهریور)
- شیر و خورشید (هلال احمر)[۱]
- صالح (موسیوند)
- ظفر (وحید دستگردی)
- عباس‌آباد (شهید بهشتی)
- عین‌الدوله (ایران)
- غیاثی (آیت‌الله سعیدی)
- فرانسه (نوفل لوشاتو)
- فرح (سهروردی)[۱]
- فرح‌آباد (پیروزی)[۱]
- فرح‌آباد تهران نو (بلال حبشی)
- فرمانیه (لواسانی)
- قلعه‌مرغی (برادران حسنی)
- قوام‌السلطنه (سی تیر)[۱]
- قیطریه (شهید رحمانی)
- کاخ (فلسطین)[۱]
- کوروش کبیر (جاده قدیم شمیران) (دکتر علی شریعتی)[۱]
- کوشک (تقوی)
- گرگان (نامجو)
- گیشا (کوی نصر)
- لس آنجلس (حجاب)[۱]
- مجیدیه (استاد حسن بنا)
- محمدرضا شاه (سید جمال‌الدین اسدآبادی)
- مهناز (صابونچی)
- نادری / شاه‌آباد (جمهوری اسلامی)
- نادرشاه (میرزای شیرازی)
- نارمک / وثوق (دکتر آیت)
- نظام‌آباد (آیت‌الله مدنی)
- نفت (مصدق)
- شانزده‌متری نواب‌الدوله (نواب صفوی)
- نیاوران (شهید باهنر)
- وحیدیه (داودی)
- ولیعهد (پاتریس لومومبا)
- ویلا (استاد نجات‌اللهی)
- هدایت (برادران قائدی)

### میدان‌ها
- ۲۴ اسفند (انقلاب)[۱]
- ۲۵ شهریور (هفت تیر)[۱]
- ۲۸ مرداد (استقلال)
- آریا شهر (صادقیه)
- ارگ (۱۵ خرداد)
- ایران نوین (دکتر فاطمی - جهاد)
- باغشاه (حر)
- ثریا (شهید نامجو)
- ژاله (شهدا)[۱]
- چایچی (شهیدان رحیمی)
- سپه / توپخانه (امام خمینی)
- شهناز / فوزیه (امام حسین)[۱]
- شهیاد (آزادی)
- فرح (رسالت)
- فرحناز (شمشیری)
- فلکه اول تهرانپارس (قمر بنی هاشم)
- فلکه سوم تهرانپارس (سجادیه)
- کاخ (فلسطین)
- کندی (توحید)[۱]
- محمدرضا شاه (جمهوری اسلامی)
- وثوق (امامت)
- ولیعهد (ولیعصر)[۱]
- فرح بخش (سلماس)
- هفت حوض (نبوت)

### پارک‌ها
- پارک خرم (پارک ارم)
- پارک جهان کودک (پارک طالقانی)
- پارک شاهنشاهی (پارک ملت)[۱]
- پارک شهباز (پارک هفده شهریور)
- پارک فرح (پارک لاله)[۱]
- پارک کوروش (پارک شریعتی)
- پارک ولیعهد (پارک دانشجو)
- پارک سنگلج (پارکشهر)